# Cantón de Daoulas
El cantón de Daoulas era una división administrativa francesa, que estaba situada en el departamento de Finisterre y la región de Bretaña.

## Composición
El cantón estaba formado por nueve comunas:
- Daoulas
- Hanvec
- Hôpital-Camfrout
- Irvillac
- Logonna-Daoulas
- Loperhet
- Plougastel-Daoulas
- Saint-Eloy
- Saint-Urbain

## Supresión del cantón de Daoulas
En aplicación del Decreto n.º 2014-151 de 13 de febrero de 2014, el cantón de Daoulas fue suprimido el 22 de marzo de 2015 y sus 9 comunas pasaron a formar parte; ocho del nuevo cantón de Pont-de-Buis-lès-Quimerch y una del nuevo cantón de Guipavas.